# Zvonimir Boban
Zvonimir Boban est un footballeur international croate, né le 8 octobre 1968 à Imotski (Croatie). 
Il joua en tant que milieu de terrain, et fut surtout connu pour avoir joué avec l’équipe du Milan AC et l’équipe de Croatie. Il est sacré meilleur joueur croate en 1991 et 1999, et 2e meilleur joueur croate du XXe siècle, derrière Davor Suker.

## Biographie
Le 13 mai 1990, il participa aux Émeutes du match de football Dinamo Zagreb-Étoile rouge de Belgrade où il attaqua à deux reprises un policier, Refik Ahmetovic d'origine bosniaque, qui avait frappé un supporter du Dinamo Zagreb. Ahmetovic a déclaré à ce sujet que si Boban l'avait frappé une troisième fois, il aurait fait usage de son arme. Dans ce contexte de tensions politiques en Ex-Yougoslavie entre serbes et croates, il sera à la suite de cet évènement considéré comme un héros en Croatie et sera suspendu d'équipe de Yougoslavie, cette sanction le privant d'une participation au mondial 1990 en Italie.
Il remporta ses principaux titres avec le Milan AC : Ligue des champions, Supercoupe de l'UEFA, quatre Championnats d’Italie et deux Supercoupes d’Italie. Il fut aussi finaliste de la Ligue des champions en 1995.
C'est un footballeur controversé, aussi bien adulé et respecté en Croatie que détesté dans les autres pays de la Yougoslavie.
Après sa retraite footballistique, il obtiendra une licence d'histoire à l'Université de Zagreb, et commencera ensuite une carrière de journaliste sportif, avant d'être président de l'administration de la revue sportive croate Sportske novosti. Il co-commentera les matchs de l'équipe de Croatie pour RTL Televizija en même temps que pour la chaîne italienne SKY Italia et écrira des articles pour La Gazzetta dello Sport.

### Statistiques
| Saison    | Club           | Pays    | Matchs (buts) |
| --------- | -------------- | ------- | ------------- |
| 1985-1991 | Dinamo Zagreb  | Croatie | 109 (45)      |
| 1991-1992 | AS Bari (prêt) | Italie  | 17 (2)        |
| 1992-2001 | Milan AC       | Italie  | 251 (30)      |
| 2001-2002 | Celta Vigo     | Espagne | 4 (0)         |

## Carrière en équipe nationale
Avec l’équipe de Yougoslavie, il fut champion du monde junior en 1987 (buteur en finale).

Entre 1990 et 1999, Boban cumula 53 sélections dans l’équipe de Croatie et a marqué 12 buts.
Il participa à la Coupe du monde de football de 1998 (place de troisième) et au Championnat d'Europe de football 1996, chaque fois en tant que capitaine de l’équipe de Croatie. La Croatie a la particularité de n'avoir jamais perdu lorsqu'il marqua un but.

### But avec la Yougoslavie
| # | Date        | Lieu                              | Adversaire | But   | Résultat | Compétition              |
| - | ----------- | --------------------------------- | ---------- | ----- | -------- | ------------------------ |
| 1 | 16 mai 1991 | Stade de l'Étoile rouge, Belgrade | Îles Féroé | 5 – 0 | 7 – 0    | Qualifications EURO 1992 |

### Buts avec la Croatie
| #     | Date             | Lieu                    | Adversaire           | But   | Résultat | Compétition                        |
| ----- | ---------------- | ----------------------- | -------------------- | ----- | -------- | ---------------------------------- |
| 1     | 25 mars 1995     | Maksimir, Zagreb        | Ukraine              | 1 – 0 | 4 – 0    | Qualifications EURO 1996           |
| 2     | 3 septembre 1995 | Maksimir, Zagreb        | Estonie              | 4 – 1 | 7 – 1    | Qualifications EURO 1996           |
| 3     | 2 juin 1996      | Lansdowne Road, Dublin  | République d'Irlande | 2 – 1 | 2 – 2    | Match amical                       |
| 4     | 16 juin 1996     | Hillsborough, Sheffield | Danemark             | 2 – 0 | 3 – 0    | EURO 1996                          |
| 5–6   | 2 avril 1997     | Poljud, Split           | Slovénie             | 2 – 0 | 3 – 3    | Qualifications Coupe du monde 1998 |
| 5–6   | 2 avril 1997     | Poljud, Split           | Slovénie             | 3 – 1 | 3 – 3    | Qualifications Coupe du monde 1998 |
| 7     | 6 septembre 1997 | Maksimir, Zagreb        | Bosnie-Herzégovine   | 3 – 2 | 3 – 2    | Qualifications Coupe du monde 1998 |
| 8     | 22 avril 1998    | Gradski vrt, Osijek     | Pologne              | 1 – 0 | 4 – 1    | Match amical                       |
| 9–10  | 6 juin 1998      | Maksimir, Zagreb        | Australie            | 4 – 0 | 7 – 0    | Match amical                       |
| 9–10  | 6 juin 1998      | Maksimir, Zagreb        | Australie            | 7 – 0 | 7 – 0    | Match amical                       |
| 11–12 | 14 octobre 1998  | Maksimir, Zagreb        | Macédoine du Nord    | 2 – 1 | 3 – 2    | Qualifications EURO 2000           |
| 11–12 | 14 octobre 1998  | Maksimir, Zagreb        | Macédoine du Nord    | 3 – 2 | 3 – 2    | Qualifications EURO 2000           |

## Palmarès

### International
- Avec la  Yougoslavie
  - 7 sélections et 1 but avec l'équipe de Yougoslavie.
  - Vainqueur de la Coupe du monde -20 ans 1987
- Avec la  Croatie
  - 51 sélections et 12 buts avec l'équipe de Croatie.
  - Troisième de la Coupe du monde 1998.

### Club
- AC Milan
  - Championnat d’Italie en 1993, 1994, 1996 et 1999 avec le Milan AC.
  - Supercoupe d’Italie en 1993 et 1994 avec le Milan AC.
  - Ligue des champions en 1994 avec le Milan AC.
  - Supercoupe de l'UEFA en 1994 avec le Milan AC.